# Bonnie Greer

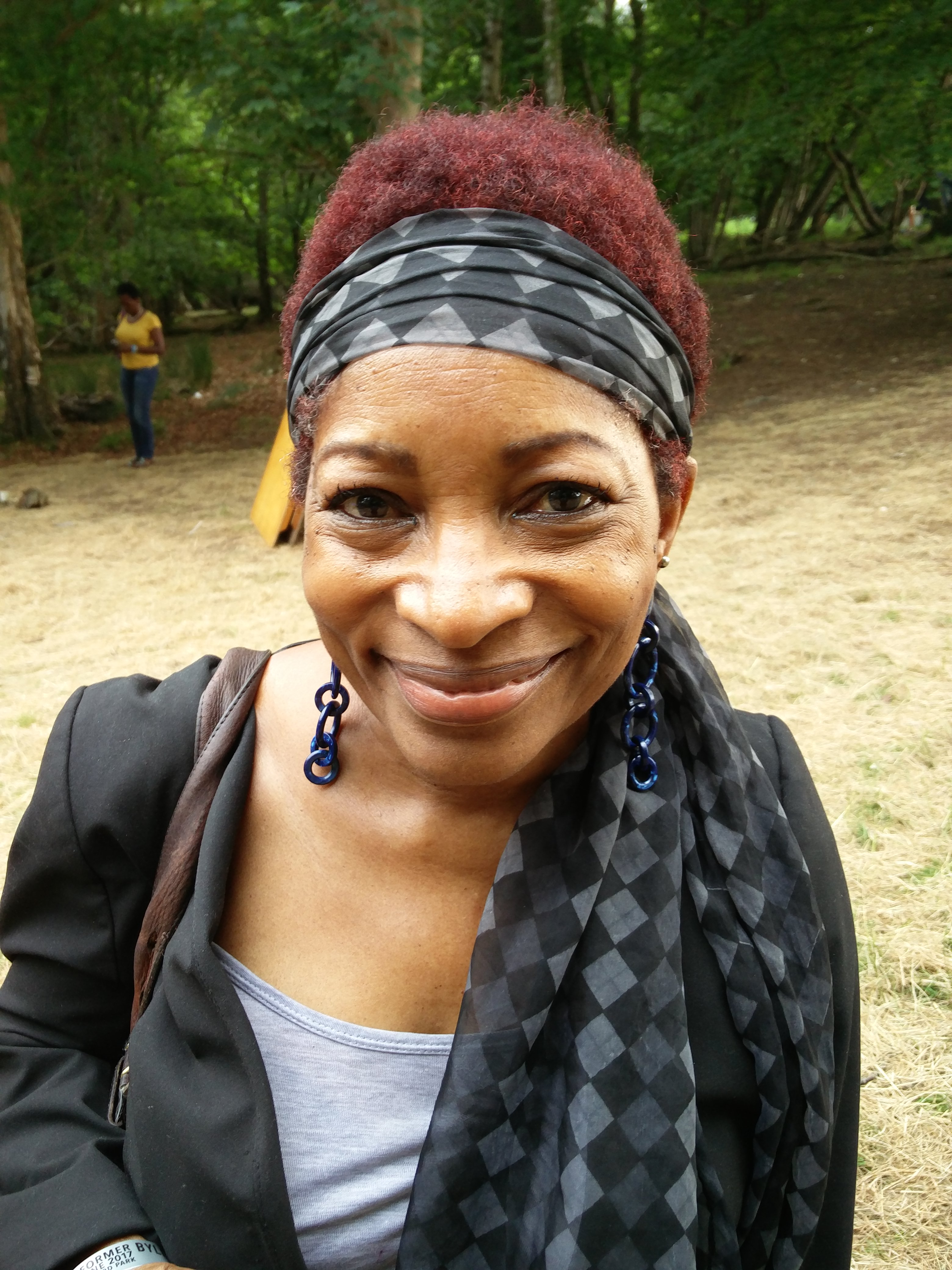

Bonnie Greer (Chicago, 16 november 1948) is een Amerikaans-Brits toneelschrijfster, romanschrijfster, critica en omroepvrouw, die sinds 1986 in het Verenigd Koninkrijk woont.
Ze verscheen als panellid in televisieprogramma's als Newsnight Review en Question Time en functioneerde als bestuurslid van verscheidene toonaangevende kunstorganisaties, waaronder het British Museum, de Royal Opera en de London Film School. Ook is zij de Chancellor of Kingston University in Kingston upon Thames (Londen).

## Afkomst en opleiding
Greer werd geboren in de buurt West Side van Chicago, als de oudste van zeven kinderen van Ben, een fabrieksarbeider en Willie Mae, een huisvrouw. Greers vader stamde uit een familie van katoentelers uit Mississippi. Hij werd gedurende de Tweede Wereldoorlog in Groot-Brittannië gelegerd en nam deel aan de landingen op D-day.
Hoewel zij toneelstukken begon te schrijven op haar negende, zette Greer oorspronkelijk in op een juridische carrière, maar zij haakte af toen haar hoogleraar haar vertelde dat hij het niet juist vond dat een vrouw een juridische carrière zou maken. In plaats daarvan studeerde zij theaterwetenschappen in Chicago onder supervisie van David Mamet en aan de Actors Studio in New York bij Elia Kazan. Toen zij in de late jaren zeventig en vroege jaren tachtig in de New Yorkse buurt West Village (Manhattan) woonde, had Greer veel homoseksuele vrienden, die ernstig ziek werden.

## Sinds 1986
Greer bezocht Schotland als onderdeel van een productie voor het Edinburgh Festival in 1986 en verlegde vervolgens haar basis naar Groot-Brittannië. In 2006 vertelde zij The Sunday Times "dat ze leeft door verder te trekken". In die tijd nam ze de beslissing om te emigreren naar het Verenigd Koninkrijk wegens haar behoefte "om te ontsnappen aan de schaduw van dood" en de neergang van de theaterscene in New York. Zij werd Brits ingezetene in 1997. Ze werkte voornamelijk in het theater met vrouwen en etnische minderheden. Ze is een voormalige huistoneelschrijfster van het Soho Theatre en van NITRO, dat eerder bekend was als het coöperatieve Black Theatre.
Greer vertolkte de rol van Jeanne d’Arc in het theater Atelier in Parijs.
Zij schreef hoorspelen voor BBC Radio 3 en Radio 4, waaronder de vertaling van Le Petit Prince. Haar scripts omvatten Munda Negra (1993), over de psychische problemen van zwarte vrouwen, Dancing On Blackwater (1994) en Jitterbug (2001), en de musicals Solid, Marilyn en Ella.
Haar latere werk begon als radio-uitzending van het hoorspel in december 2005 (Marilyn and Ella Backstage at the Mocambo), nadat Greer een documentaire zag over Marilyn Monroes persoonlijk inzet om jazzzangeres Ella Fitzgerald over de "kleur"barrière heen te helpen, die de zwarte zangeres verhinderde om in bepaalde gelegenheden op te treden, in het bijzonder de Mocambonightclub.
Greers hoorspel werd in 2006 in de marge van het Edinburgh Festival geproduceerd voor het toneel en werd later herschreven en in 2008 opgevoerd in het Theatre Royal Stratford East. Het stuk werd in november 2009 geproduceerd voor het Apollo Theatre in West End (Londen).
Greer is de auteur van twee romans, Hanging by Her Teeth (1994) en Entropy (2009).
Ze was een regelmatige medewerker aan BBC Two's Newsnight Review, en was panellid bij BBC's Question Time programma. Ze verscheen onder andere in de editie van oktober 2009, waarin ook Nick Griffin, de toenmalige leider van de British National Party van de partij was. Na afloop van de uitzending was haar commentaar "waarschijnlijk de raarste en griezeligste ervaring van mijn leven".
Het treffen vormde de basis voor haar opera, Yes, geschreven voor het Royal Opera House met muziek van Errollyn Wallen, die daar in november 2015 zijn première beleefde in het Linbury Studio Theatre. Eerder was zij directeur van de Talawa Theatre Company en was ze bestuurslid van het Royal Opera House en de London Film School. Ook is zij voormalig theatercriticus voor Time Out magazine.
Greers boek Obama Music, gedeeltelijk een muzikaal gedenkschrift, werd uitgegeven door Legend Press in oktober 2009. Lesley McDowell die het recenseerde in The Independent, schreef: "Greer weeft kundig een kleed uit herinneringen aan haar eigen opvoeding in Chicago, met meer humor dan je zou kunnen verwachten, en met een heldere uitdrukkelijke passie voor de muziek waarmee ze werd groot gebracht. Ze wil ook laten zien, hoe zowel de plaats waar ze woonde, als de liederen waarnaar ze luisterde, vol onzichtbare grenzen zaten, die mensen onderdrukten – maar hen ook iets gaven waar ze tegen konden vechten".
Haar biografie: Langston Hughes: The Value of Contradiction werd uitgegeven in 2011 (Arcadia/BlackAmber Inspirations).
Greer was coproducent van de documentairefilm, Reflecting Skin, onder regie van Mike Dibb, – over vertegenwoordiging van gekleurde mensen in Westerse kunt – die door de BBC in 2004 werd vertoond. Momenteel werkt zij aan een roman over de Britse schilder Dante Gabriel Rossetti.
Greers boek A Parallel Life, een terugblik op een rebels leven van Waltons tot drag queens verscheen in 2014 en werd door de recensent Joy Lodico in The Independent beschreven als "het verhaal van een reis, opzettelijk en moedig tegen alle verwachtingen in"
Greer is lid van de Arts Emergency Service, een Brits Liefdadigheidsfonds dat werkt met 16- tot 19-jarigen, die in voortgezette opleiding zijn vanuit diverse achtergronden. Zij is patrones van de SI Leeds Literary Prize voor niet uitgegeven werken van zwarte en Aziatische vrouwen in het Verenigd Koninkrijk. Ook is zij bestuurslid van de Authors’ Licensing and Collecting Society (ALCS).
In april 2005 werd zij benoemd in de Raad van Curatoren van het British Museum, waarna zij twee termijnen vol maakte: vanaf eind maart 2009 fungeerde zij als plaatsvervangend voorzitter.
In 2011 aanvaardde zij de post van president van het Brontë Society. Wegens interne meningsverschillen over de koers van de instelling legde zij deze functie in juni 2015 neer.

## Koninklijke onderscheiding
Greer werd vereerd met de onderscheiding Officer of the Order of the British Empire (OBE) tijdens de 2010 Birthday Honours.

## Geselecteerd werk
Boeken
- Hanging by Her Teeth (Serpent's Tail, 1994), roman. ISBN 978-1852421854
- Entropy (Picnic Publishing, 2009), roman, ISBN 978-0956037039
- Obama Music (Legend Press, 2009). ISBN 978-1906558246
- Langston Hughes: The Value of Contradiction (2011) (Arcadia/BlackAmber Books).[38] ISBN 978-1906413767
- A Parallel Life (Arcadia Books, 2014). ISBN 978-1909807624

Films
*White Men Are Cracking Up (1996), schrijver voor de film
Musicals
- Solid
- Marilyn and Ella (2008)

Opera
- Yes (November 2011), Royal Opera House, Covent Garden

Toneel
- Munda Negra (1993)
- Dancing On Blackwater (1994)
- Jitterbug (Arcola Theatre, 2001)

Hoorspelen, radio
- The Little Prince
- Ferguson (2016)

Televisie
- Siren Spirits, Episode 4 (1994)

## Privé
Greer is sinds 1993 gehuwd.
- Gemeinsame Normdatei: 1078426996
- International Standard Name Identifier: 0000 0000 2641 0500
- Library of Congress Control Number: n84173873
- Nationale Bibliotheek van Israël: 987008914562205171
- Nederlandse Thesaurus van Auteursnamen: 115291725
- Virtual International Authority File: 21090495
- WorldCat: E39PBJmDjD63RqVcBcHwvGWqwC